# Chrysanthemum rubellum
Chrysanthemum rubellum là một loài thực vật có hoa trong họ Cúc. Loài này được Sealy mô tả khoa học đầu tiên năm 1938.